# Tímovskoie
Tímovskoie (en rus: Тымовское) és un poble (un possiólok) de l'óblast de Sakhalín, a Rússia, el 2021 tenia 7.537 habitants. Pertany al districte municipal de Tímovskoie, del qual és la seu administrativa.